# Monoszkóp

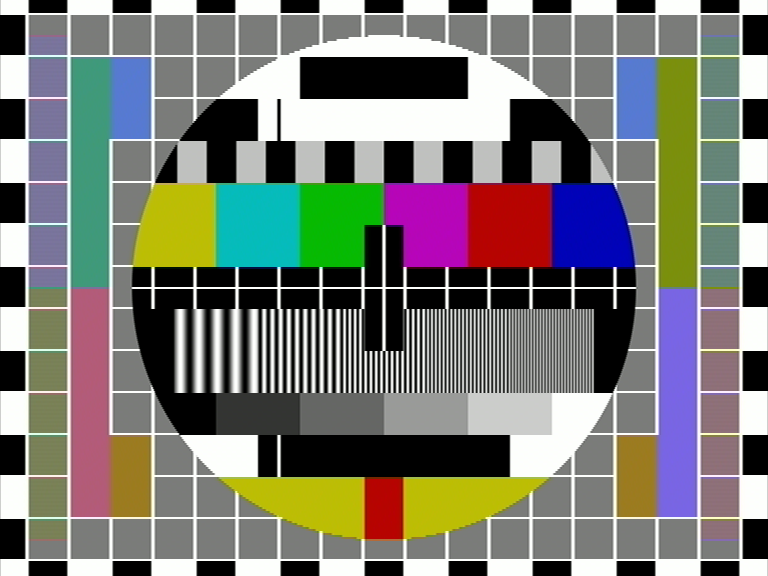
Példa monoszkóp-ábrára, ez a PM5544...

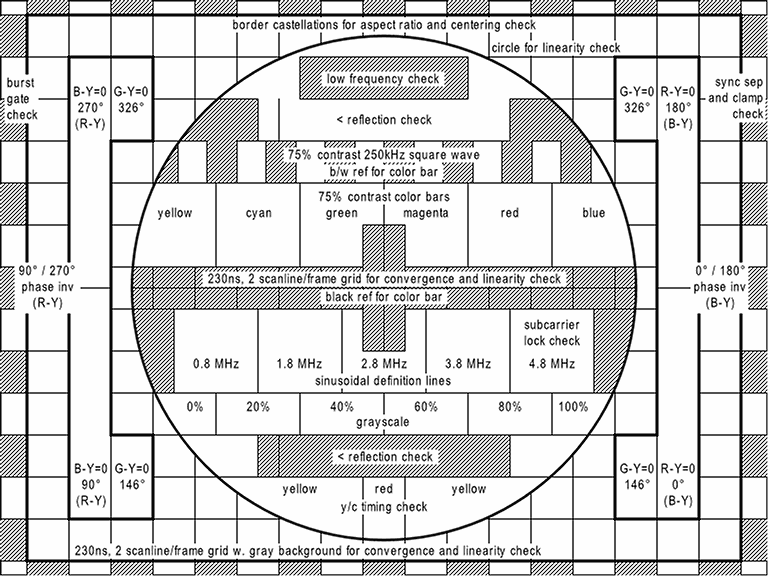
... és annak beállítási ábrája

A monoszkóp a tévékészülék pontos beállítását lehetővé tevő ábrát előállító rezgéskeltő, illetve maga ez az ábra. A monoszkópot hívhatjuk beállítóábrának vagy tesztábrának is, az angol Test Card, tükörfordítású, kissé magyartalan neve a tesztkártya. Ezt szoktuk látni több csatornánál műsorzárás után, némelyik monoszkóp (például az RTL Klubé) mutatja a dátumot és a pontos időt is. A beállítóábra velejárója egy kellemetlen sípoló hang is, ami a legtöbb esetben 1 kHz-es frekvenciájú hang, ami szintén a pontos beállítást szolgálja. 

## Története
A monoszkópokat Magyarországon először 1954-ben alkalmazták (értelemszerűen a Magyar Televízió), ezek kezdetben fekete-fehérek voltak és rajzoltak. Az 1970-es évektől már elektronikusak lettek ezek a tesztábrák, kezdetben fekete-fehér, majd színes változatban. A technika fejlődésével a monoszkópok is változtak valamennyire, az 1990-es években elkezdődött digitális átállás és a képformátum szélesebbé válása miatt újabb monoszkópok is megjelentek, például a közismert PM5544-es monoszkópnak PM5644-es kóddal szélesebb változata lett.
A monoszkópok később a popkultúra részeivé is váltak, leginkább a közismert változatai (például PM5544), amik ruhákon vagy egyéb használati tárgyakon is megjelentek dekorációs céllal.

Az elhíresült amerikai „indiánfejű” RCA monoszkóp
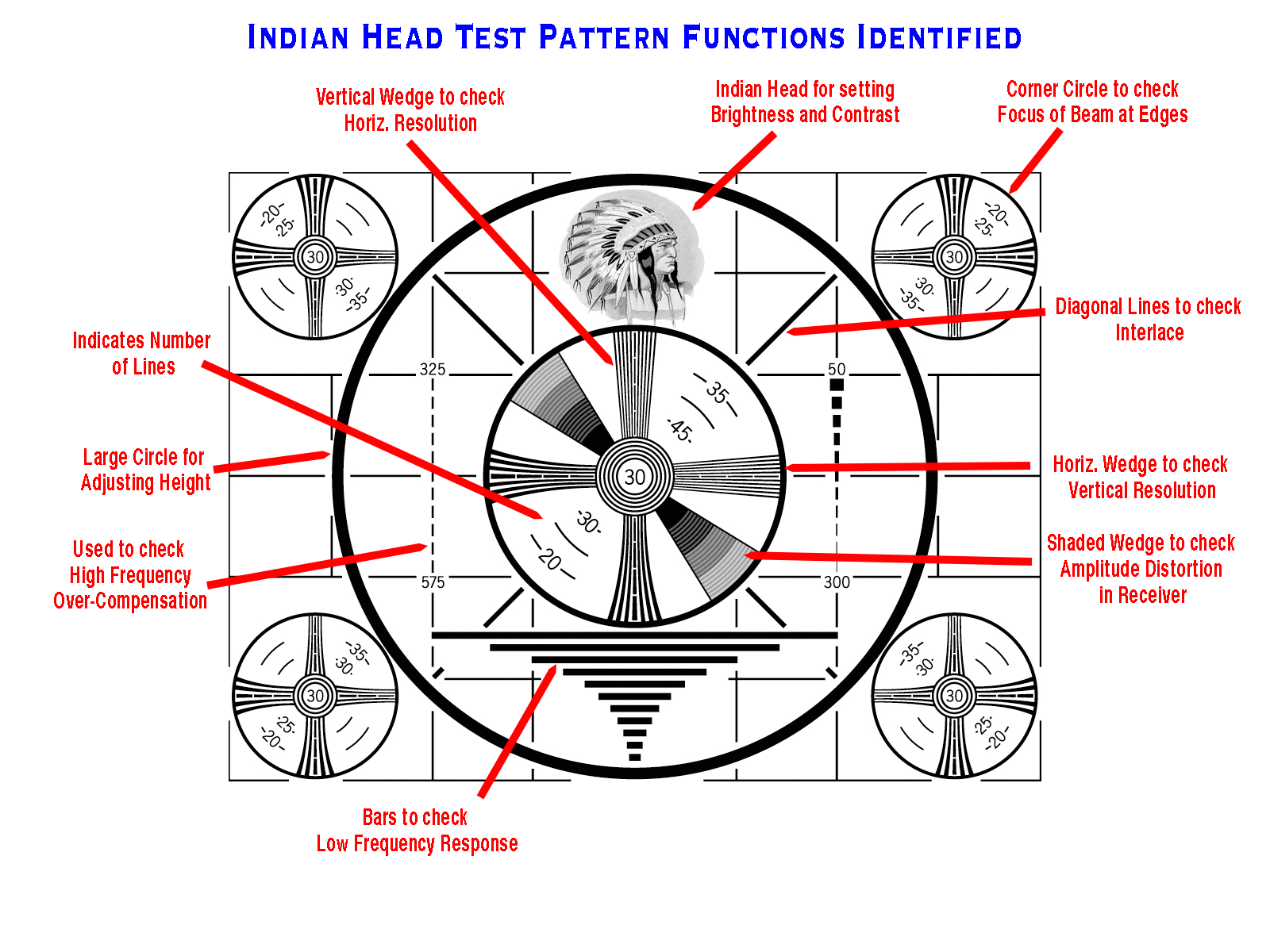
Az RCA monoszkóp beállítási ábrája
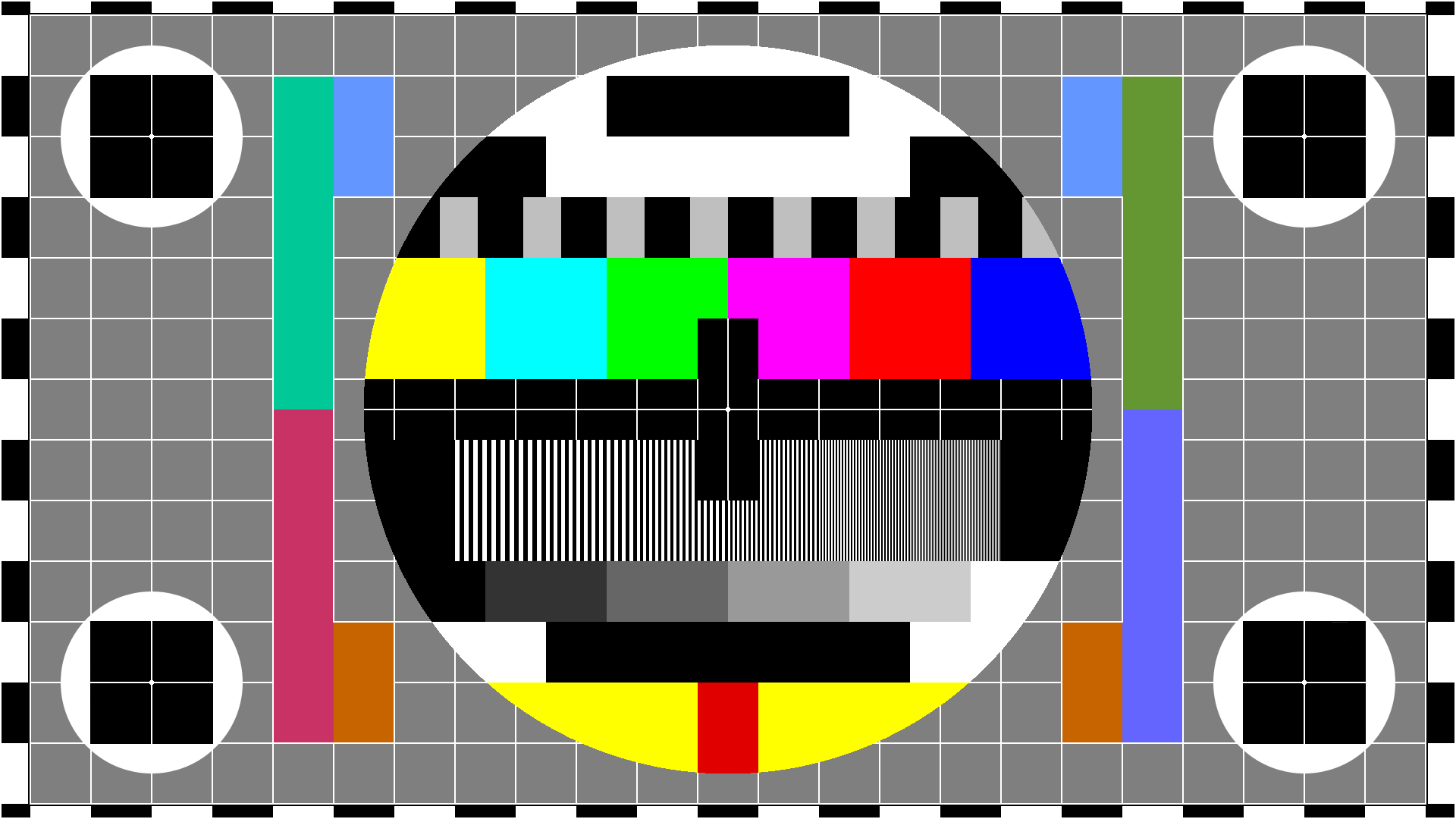
PM5644-es monoszkóp, az elterjedt PM5544-es monoszkóp széles formátumú változata
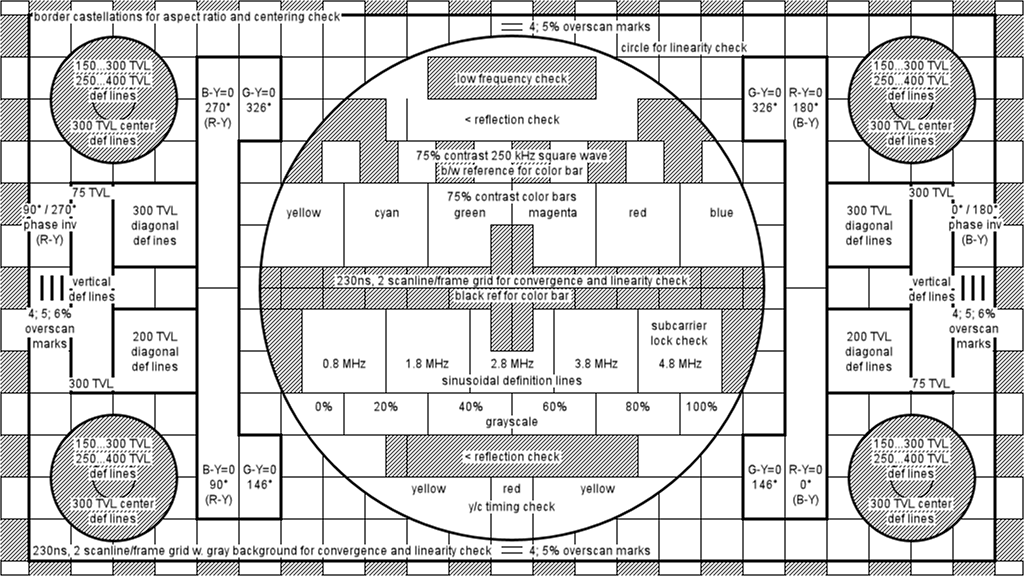
A PM5644-es monoszkóp beállítási ábrája